# 香川県道121号川股馬宿線
香川県道121号川股馬宿線（かがわけんどう121ごう かわまたうまやどせん）は、香川県東かがわ市を通る一般県道である。

## 概要
東かがわ市川股から東かがわ市馬宿に至る。

### 路線データ
- 起点：東かがわ市川股（徳島県道・香川県道34号石井引田線交点）
- 終点：東かがわ市馬宿（馬宿三差路交差点、国道11号交点）
- 総延長：2.8 km

## 地理

### 通過する自治体
- 東かがわ市

### 交差する道路
| 交差する道路                                                            | 交差する場所 | 交差する場所            |
| ----------------------------------------------------------------------- | ------------ | ----------------------- |
| 徳島県道・香川県道34号石井引田線 香川県道・徳島県道102号引田滝宮線 重複 | 川股         | 起点                    |
| 国道11号 国道377号 重複                                                 | 馬宿         | 馬宿三差路交差点 / 終点 |

### 交差する鉄道
- 高徳線

### 沿線
- 東かがわ警察署 相生駐在所